# Gommecourt (Pas-de-Calais)
Pour l’article homonyme, voir Gommecourt (Yvelines).
Gommecourt est une commune française située dans le département du Pas-de-Calais en région Hauts-de-France. Ses habitants sont appelés les Gommecourtois.
La commune fait partie de la communauté de communes du Sud-Artois qui regroupe 64 communes et compte 27 059 habitants en 2021.

## Géographie

### Localisation
Localisée dans le sud-est du département du Pas-de-Calais, Gommecourt est une commune située, à vol d'oiseau, à 14 km à l'ouest de la commune de Bapaume et à 19 km au sud-ouest de la commune d’Arras (chef-lieu d'arrondissement et préfecture du Pas-de-Calais).
Le territoire de la commune est limitrophe de ceux de trois communes.
Les communes limitrophes sont  Bucquoy, Foncquevillers et Hébuterne.

### Géologie et relief
La superficie de la commune est de 3,35 km2 ; son altitude varie de 124  à   155 mètres.

### Hydrographie
La commune est située dans le bassin Artois-Picardie. Elle n'est drainée par aucun cours d'eau,.

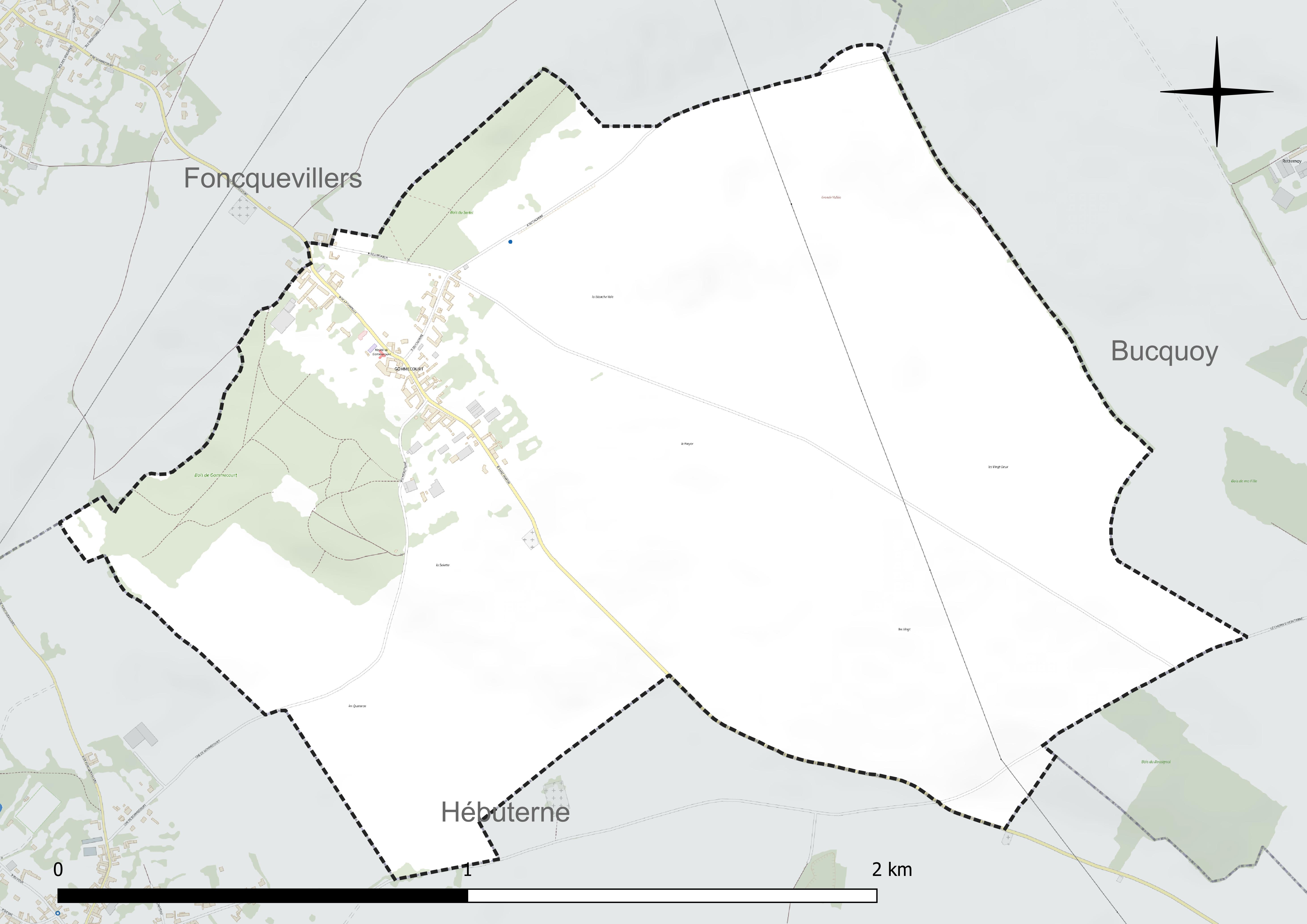
Réseau hydrographique de Gommecourt.

### Climat
Pour des articles plus généraux, voir Climat des Hauts-de-France et Climat du Pas-de-Calais.
En 2010, le climat de la commune est de type climat océanique dégradé des plaines du Centre et du Nord, selon une étude du CNRS s'appuyant sur une série de données couvrant la période 1971-2000. En 2020, Météo-France publie une typologie des climats de la France métropolitaine dans laquelle la commune est exposée à un climat océanique et est dans la région climatique Nord-est du bassin Parisien, caractérisée par un ensoleillement médiocre, une pluviométrie moyenne régulièrement répartie au cours de l'année et un hiver froid (3 °C).
Pour la période 1971-2000, la température annuelle moyenne est de 9,7 °C, avec une amplitude thermique annuelle de 14,7 °C. Le cumul annuel moyen de précipitations est de 840 mm, avec 12,6 jours de précipitations en janvier et 9,4 jours en juillet. Pour la période 1991-2020, la température moyenne annuelle observée sur la station météorologique la plus proche, située sur la commune de Saulty à 11 km à vol d'oiseau, est de 10,4 °C et le cumul annuel moyen de précipitations est de 899,7 mm,. Pour l'avenir, les paramètres climatiques de la commune estimés pour 2050 selon différents scénarios d'émission de gaz à effet de serre sont consultables sur un site dédié publié par Météo-France en novembre 2022.

### Paysages
Pour un article plus général, voir Paysage en France.
La commune est située dans le paysage régional des grands plateaux artésiens et cambrésiens tel que défini dans l'atlas des paysages de la région Nord-Pas-de-Calais, conçu par la direction régionale de l'Environnement, de l'Aménagement et du Logement (DREAL),. Ce paysage régional, qui concerne 238 communes, est dominé par les « grandes cultures » de céréales et de betteraves industrielles qui représentent 70 % de la surface agricole utilisée (SAU).

### Milieux naturels et biodiversité

#### Espèces faunistiques et floristiques
Le site de l'Inventaire national du patrimoine naturel (INPN) recense 215 espèces faunistiques et floristiques sur le territoire de la commune dont 8 protégées et 7 taxons (espèces et sous-espèces) menacées et quasi-menacées.

## Urbanisme

### Typologie
Au 1er janvier 2024, Gommecourt est catégorisée commune rurale à habitat dispersé, selon la nouvelle grille communale de densité à sept niveaux définie par l'Insee en 2022.
Elle est située hors unité urbaine. Par ailleurs la commune fait partie de l'aire d'attraction d'Arras, dont elle est une commune de la couronne,. Cette aire, qui regroupe 163 communes, est catégorisée dans les aires de 50 000 à moins de 200 000 habitants,.

### Occupation des sols
L'occupation des sols de la commune, telle qu'elle ressort de la base de données européenne d'occupation biophysique des sols Corine Land Cover (CLC), est marquée par l'importance des territoires agricoles (84,8 % en 2018), en diminution par rapport à 1990 (91,1 %). La répartition détaillée en 2018 est la suivante : 
terres arables (71,9 %), prairies (12,9 %), forêts (8,9 %), zones urbanisées (6,3 %). L'évolution de l'occupation des sols de la commune et de ses infrastructures peut être observée sur les différentes représentations cartographiques du territoire : la carte de Cassini (XVIIIe siècle), la carte d'état-major (1820-1866) et les cartes ou photos aériennes de l'IGN pour la période actuelle (1950 à aujourd'hui).

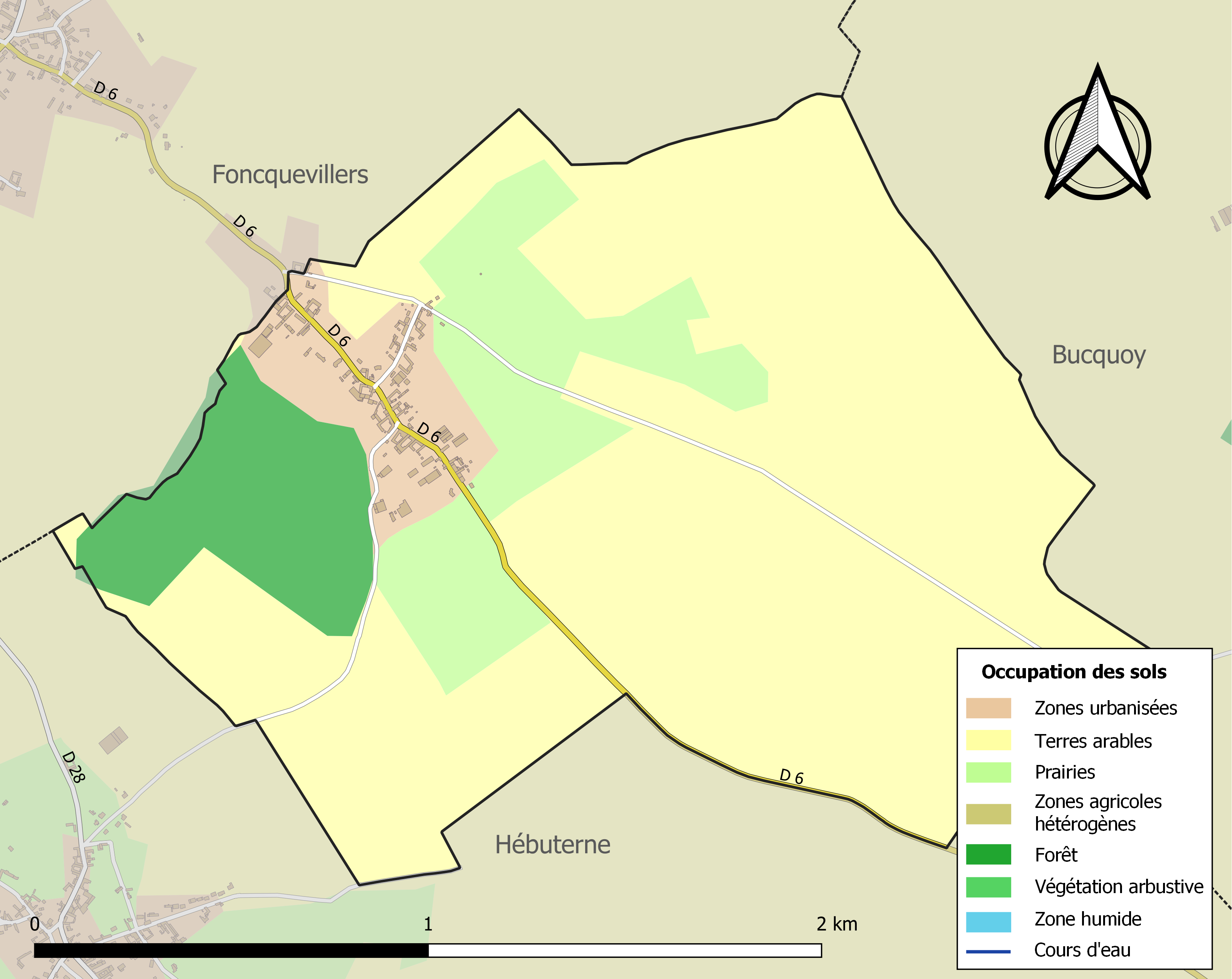
Carte des infrastructures et de l'occupation des sols de la commune en 2018 (CLC).

### Voies de communication et transports

#### Voies de communication
La commune est desservie par la route départementale D 6.

#### Transport ferroviaire
La commune se trouve à 23 km au sud de la gare d'Arras, située sur la ligne de Paris-Nord à Lille, desservie par des TGV inOui et des trains régionaux du réseau TER Hauts-de-France.

## Toponymie
Le nom de la localité est attesté sous les formes Guntbodecurtis, Gundbodocurtis en 799 ; Goesmenricurtis en 1070 ; Gonbecurt en 1170 ; Gombercort en 1202 ; Gombecurt en 1213 ; Gombecort en 1252 ; Gombecourt en 1252 ; Goumercort en 1262 ; Goumecort en 1273 ; Goumecourt en 1274 ; Gonmecourt en 1298 ; Goumecort, Gonmaincourt au XIIIe siècle ; Goumecourt en 1309 ; Gomencourt, Goummcourt au XIVe siècle ; Gommencourt en 1419 ; Gomecourt en 1429 ; Gomescourt en 1720 ; Gomecourt-lez-Hébuterne en 1739; Gommecourt en 1793 ; Gommecourt depuis 1801.
Gommecourt est « Gundibodi curtis », la « ferme de Gundibod ». Ce nom d'homme germanique est lui-même formé de gundjō, combat et de bode, messager.

## Histoire

### Première Guerre mondiale
Durant la Première Guerre mondiale,le village situé à proximité et/ou sur le front a, dès 1914, été soumis à des combats, des tirs intenses d'artillerie, les deux camps cherchant à progresser et à déloger l'ennemi.
La commune est reprise le 1er mars 1917 par l'armée australienne.
La commune est décorée de la croix de guerre 1914-1918 par décret du 23 septembre 1920, distinction également attribuée à 276 autres communes du Pas-de-Calais.

## Politique et administration

### Découpage territorial
La commune se trouve depuis 1801 dans l'arrondissement d'Arras du département du Pas-de-Calais.

#### Commune et intercommunalités
La commune était membre de la petite communauté de communes du canton de Pas-en-Artois créée fin 1997.
Le 1er janvier 2008, la communauté de communes des villages solidaires et celle du canton de Pas-en-Artois ont fusionné pour donner naissance à la communauté de communes des Deux Sources.
Dans le cadre de la réforme des collectivités territoriales françaises, celle-ci est dissoute le 31 décembre 2016, et une partie de ses communes, dont Gommecourt, rejoignent  la communauté de communes du Sud-Artois créée le  1er janvier 2017, qui regroupe également les communes de l'ex-communauté de communes de la région de Bapaume et de l'ex-communauté de communes du canton de Bertincourt.
Cette nouvelle communauté de communes du Sud Artois regroupe à sa création 58 communes, dont Gommecourt.

#### Circonscriptions administratives
La commune faisait partie depuis 1803 du canton de Pas-en-Artois. Dans le cadre du redécoupage cantonal de 2014 en France, la commune intègre le canton d'Avesnes-le-Comte, dont elle est désormais membre.

#### Circonscriptions électorales
Pour l'élection des députés, la commune fait partie depuis 1986 de la première circonscription du Pas-de-Calais.

### Élections municipales et communautaires

#### Liste des maires
| Période                                  | Période                    | Identité               | Étiquette | Qualité                                           |
| ---------------------------------------- | -------------------------- | ---------------------- | --------- | ------------------------------------------------- |
| Les données manquantes sont à compléter. |                            |                        |           |                                                   |
| en 1981                                  |                            | Jean-François Corroyer |           |                                                   |
| Les données manquantes sont à compléter. |                            |                        |           |                                                   |
| mars 1989                                | avril 2014                 | Michel Lecrivent       |           |                                                   |
| avril 2014,                              | janvier 2018               | Florian Diart          | SE        | Chauffeur routier Démissionnaire                  |
| mars 2018                                | En cours (au 12 mars 2022) | Daniel Ledru           |           | Ancien garagiste, Réélu pour le mandat 2020-2026, |

## Équipements et services publics

### Enseignement
La commune est située dans l'académie de Lille et dépend, pour les vacances scolaires, de la zone B.
Elle administre une école élémentaire en regroupement pédagogique intercommunal (RPI 24).

### Justice, sécurité, secours et défense
La commune dépend du tribunal judiciaire d'Arras, du conseil de prud'hommes d'Arras, de la cour d'appel de Douai, du tribunal de commerce d'Arras, du tribunal administratif de Lille, de la cour administrative d'appel de Douai, du pôle nationalité du tribunal judiciaire d'Arras et du tribunal pour enfants d'Arras.

## Population et société

### Démographie
Les habitants de la commune sont appelés les Gommecourtois.

#### Évolution démographique
L'évolution du nombre d'habitants est connue à travers les recensements de la population effectués dans la commune depuis 1793. Pour les communes de moins de 10 000 habitants, une enquête de recensement portant sur toute la population est réalisée tous les cinq ans, les populations de référence des années intermédiaires étant quant à elles estimées par interpolation ou extrapolation. Pour la commune, le premier recensement exhaustif entrant dans le cadre du nouveau dispositif a été réalisé en 2005.

En 2022, la commune comptait 87 habitants, en évolution de −11,22 % par rapport à 2016 (Pas-de-Calais : −0,72 %, France hors Mayotte : +2,11 %).
| 1793 | 1800 | 1806 | 1821 | 1831 | 1836 | 1841 | 1846 | 1851 |
| ---- | ---- | ---- | ---- | ---- | ---- | ---- | ---- | ---- |
| 248  | 228  | 263  | 286  | 284  | 290  | 305  | 293  | 286  |

| 1856 | 1861 | 1866 | 1872 | 1876 | 1881 | 1886 | 1891 | 1896 |
| ---- | ---- | ---- | ---- | ---- | ---- | ---- | ---- | ---- |
| 289  | 282  | 293  | 304  | 289  | 297  | 279  | 267  | 254  |

| 1901 | 1906 | 1911 | 1921 | 1926 | 1931 | 1936 | 1946 | 1954 |
| ---- | ---- | ---- | ---- | ---- | ---- | ---- | ---- | ---- |
| 256  | 257  | 254  | 147  | 144  | 128  | 136  | 137  | 140  |

| 1962 | 1968 | 1975 | 1982 | 1990 | 1999 | 2005 | 2006 | 2010 |
| ---- | ---- | ---- | ---- | ---- | ---- | ---- | ---- | ---- |
| 150  | 169  | 132  | 132  | 116  | 126  | 115  | 113  | 114  |

| 2015 | 2020 | 2022 | - | - | - | - | - | - |
| ---- | ---- | ---- | - | - | - | - | - | - |
| 100  | 89   | 87   | - | - | - | - | - | - |

#### Pyramide des âges
La population de la commune est relativement âgée.
En 2018, le taux de personnes d'un âge inférieur à 30 ans s'élève à 28,1 %, soit en dessous de la moyenne départementale (36,7 %). À l'inverse, le taux de personnes d'âge supérieur à 60 ans est de 39,3 % la même année, alors qu'il est de 24,9 % au niveau départemental.
En 2018, la commune comptait 42 hommes pour 52 femmes, soit un taux de 55,32 % de femmes, largement supérieur au taux départemental (51,50 %).
Les pyramides des âges de la commune et du département s'établissent comme suit.
| Hommes | Classe d’âge | Femmes |
| ------ | ------------ | ------ |
| 0,0    | 90 ou +      | 4,1    |
| 12,5   | 75-89 ans    | 10,2   |
| 30,0   | 60-74 ans    | 22,4   |
| 15,0   | 45-59 ans    | 18,4   |
| 15,0   | 30-44 ans    | 16,3   |
| 15,0   | 15-29 ans    | 14,3   |
| 12,5   | 0-14 ans     | 14,3   |

| Hommes | Classe d’âge | Femmes |
| ------ | ------------ | ------ |
| 0,5    | 90 ou +      | 1,6    |
| 5,6    | 75-89 ans    | 8,9    |
| 16,7   | 60-74 ans    | 18,1   |
| 20,2   | 45-59 ans    | 19,2   |
| 18,9   | 30-44 ans    | 18,1   |
| 18,2   | 15-29 ans    | 16,2   |
| 19,9   | 0-14 ans     | 17,9   |

## Culture locale et patrimoine

### Lieux et monuments
- L'église Saint-Martin, reconstruite après la Première Guerre mondiale.
- Le monument aux morts[42].

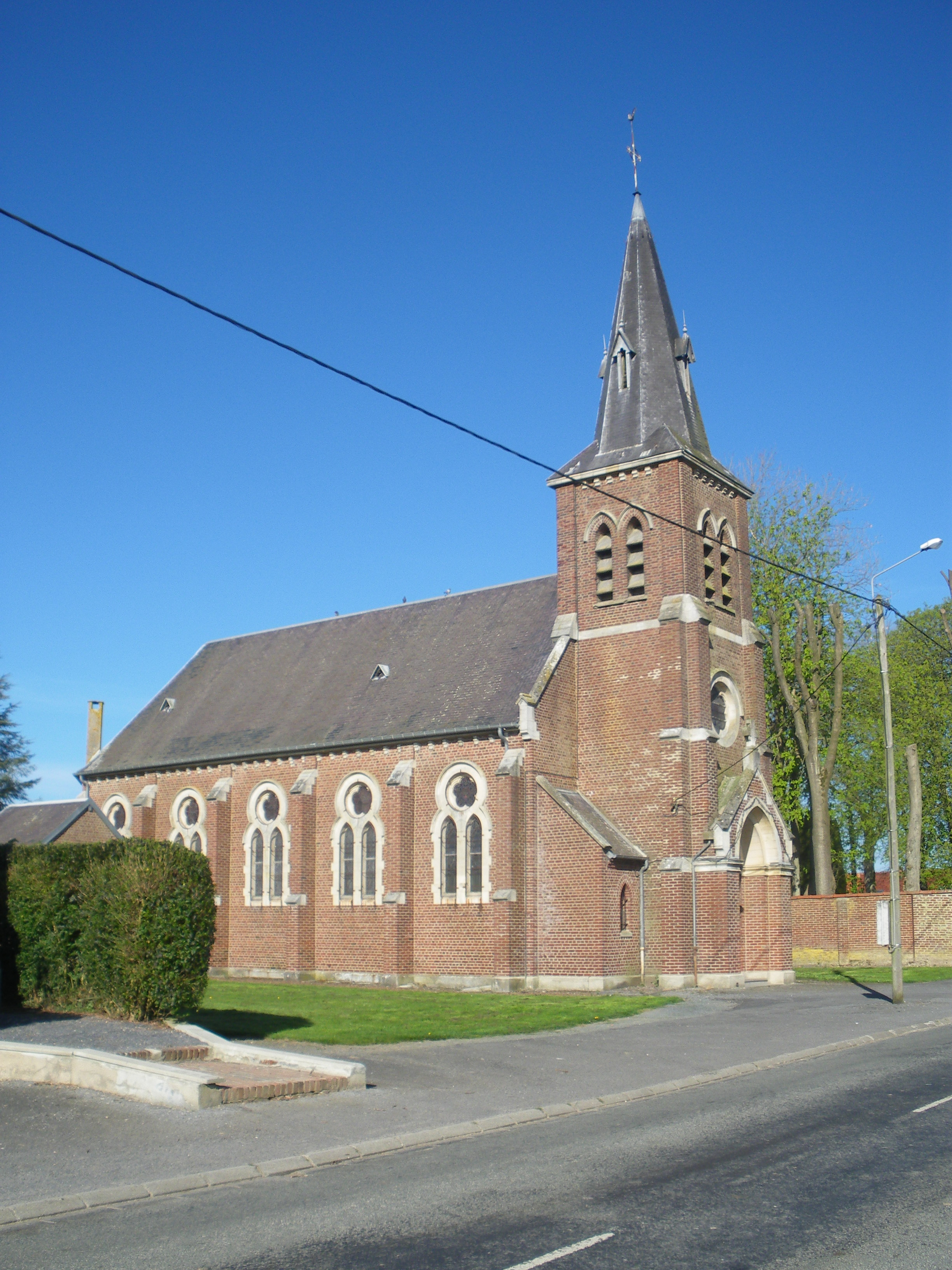
L'église.
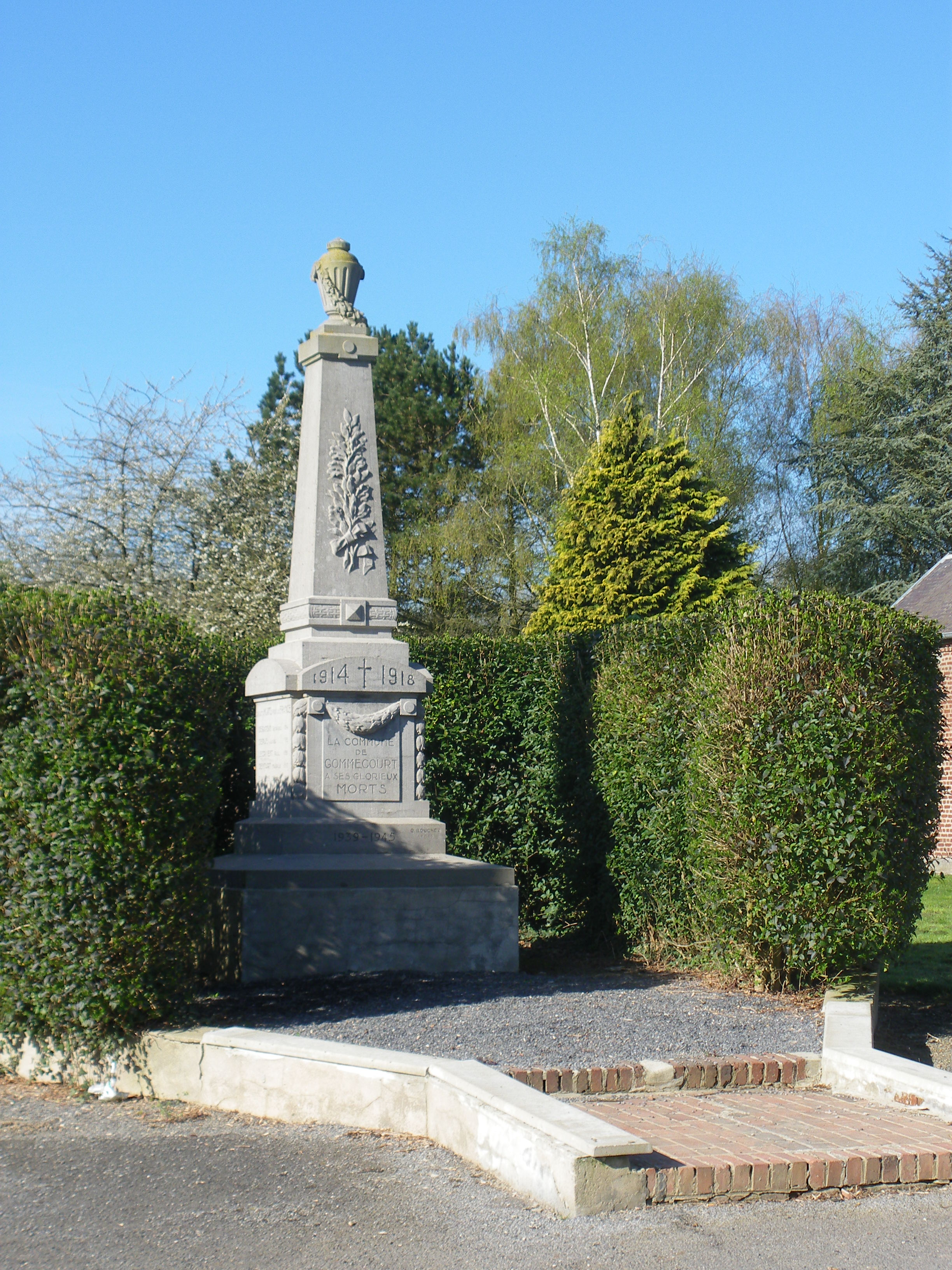
Le monument aux morts.

### La commune dans les arts
- La ville est citée dans la chanson des Zombies, Butcher's Tale (Western Front 1914), sur l'album Odessey and Oracle.

### Personnalités liées à la commune
- Louis-Joseph Dumarquez (1746-1805), est un chanoine, poète et agriculteur, ayant été cultivateur à Gommecourt de 1790 à 1805.

### Héraldique
| Blason de Gommecourt | Blason  | De gueules semé de molettes d'or, à un lion d'argent brochant ; au chef d'azur chargé de trois étoiles flamboyantes de huit rais d'or, ordonnées 2 & 1.                                                                                   |
| Blason de Gommecourt | Détails | Inspiré des armes de la famille Fromentin, qui subsiste aujourd'hui sous le nom de Fromentin de Saint-Charles, originaire d'Hesdin et qui fut seigneur de Gommecourt de 1724 à 1789. Le statut officiel du blason reste à déterminer.     |
| Blason de Gommecourt | Alias   | Bandé de vair et de gueules, les bandes de gueules chargées de cinq feuilles de chêne d'or ordonnées 2, 2 & 1. Armes de la famille de Bucquoy, attribuées en 1994 par les archives départementales, mais jamais utilisées par la commune. |

## Pour approfondir